# Austin Stowell
Austin Stowell Miles (Kensington, Connecticut, 24 de dezembro de 1984) é um ator norte-americano conhecido por seus papéis em jogo do amor-odio por amor e honra a ilha da fantasia respire! Swallow colossal e a friend of the family.

## Início de Vida
Stowell nasceu como o caçula de três meninos em Kensington, Connecticut, onde foi criado por seu pai, Robert, um trabalhador siderúrgico aposentado, e sua mãe, Elizabeth, uma professora.
Ele se formou na Berlin High School em 2003 com a intenção de seguir uma carreira profissional como ator. Após ser aceito na Universidade de Connecticut em Storrs, Connecticut, ele estudou com o Departamento de Artes Dramáticas, uma divisão da Escola de Belas Artes. Ele atuou em várias produções com o Connecticut Repertory Theatre, incluindo Júlio César (Shakespeare)|Julius Caesar]], It Can't Happen Here e As You Like It.
Stowell graduou-se como Bacharel em Belas Artes em 2007.

## Filmografia

### Filmes
| Ano             | Título                   | Papel                 | Notas          |
| --------------- | ------------------------ | --------------------- | -------------- |
| 2011            | Puncture                 | Médico                |                |
| 2011            | Dolphin Tale             | Kyle Connellan        |                |
| 2011            | Can You Watch This       | Bom samaritano        | Curta-metragem |
| 2012            | Without a Mom            | Brooklyn              | Curta-metragem |
| 2013            | Cause of Death           | Guy in shower         | Curta-metragem |
| 2013            | Love and Honor           | Dalton Joiner         |                |
| 2014            | Whiplash                 | Ryan Connolly         |                |
| 2014            | Warren                   | Ted Gordon            |                |
| 2014            | Behaving Badly           | Kevin Carpenter       |                |
| 2014            | Dolphin Tale 2           | Kyle Connellan        |                |
| 2014            | I Can See You            | Derek (idade 26)      | Curta-metragem |
| 2015            | Bridge of Spies          | Francis Gary Powers   |                |
| 2016            | Remarkable Shades of Gay | Brooklyn              |                |
| 2016            | In Dubious Battle        | Eddie                 |                |
| 2016            | Colossal                 | Joel                  |                |
| 2017            | Stratton                 | Hank                  |                |
| 2017            | Battle of the Sexes      | Larry King            |                |
| 2018            | 12 Strong                | Staff Sgt. Fred Falls |                |
| 2018            | Higher Power             | Michael               |                |
| 2019            | Swallow                  | Richie                |                |
| 2020            | Fantasy Island           | Patrick Sullivan      |                |
| The Hating Game | Joshua Templeton         |                       |                |
| TBA             | The Long Home            |                       |                |

### Televisão
| Ano       | Título                                   | Papel                    | Notas                                |
| --------- | ---------------------------------------- | ------------------------ | ------------------------------------ |
| 2009–2011 | The Secret Life of the American Teenager | Jesse                    | 15 episódios                         |
| 2009      | Secret Girlfriend                        | Chad                     | Episódio: "You Get an Aquarium Girl" |
| 2010      | 90210                                    |                          | Episódio: "Senior Year, Baby"        |
| 2010      | NCIS: Los Angeles                        | PFC James Winston        | Episódio: "Special Delivery"         |
| 2013      | Behind the Candelabra                    | Backstage flirt          | Filme televisivo                     |
| 2013      | Shuffleton's Barbershop                  | Trey Cole                | Filme televisivo                     |
| 2015      | Public Morals                            | Sean O'Bannon            | 10 episódios                         |
| 2019      | Catch-22                                 | Nately                   | Elenco principal; minissérie         |
| 2020      | Amazing Stories                          | Lieutenant Theodore Cole | 1 episódio (episódio 5: "The Rift")  |